# خنوثة حقيقية

رسم يوضح كيفية انتقال الصفات المتنحية من الأبوين للأبناء.

الخنوثة الحقيقية: الاسم السريري هو اضطراب الخنوثة المبيضية الخصوية، وهو مصطلح طبي لحالة الخنوثة يولد فيها الفرد مع أنسجة مبيضية وخصوية. والأكثر شيوعاً هو أن تكون أحد الغدتين التناسليتين أو كلتاهما هو خصية مبيضية تحتوي على كلا النوعين من الأنسجة.
على الرغم من تشابهها في بعض النواحي مع خلل تكوين الغدد التناسلية المختلط، إلا أنه من الممكن التمييز بين الحالتين.

## الظهور
تكون الأعضاء التناسلية الخارجية غالباً مبهمة، وتعتمد درجة ذلك بشكل أساسي على كمية التستوستيرون التي تنتجها أنسجة الخصية خلال 8 إلى 16 أسبوعًا من الحمل.

## الأسباب
هناك عدة أسباب للظهور:
- يمكن أن يحدث ذلك بسبب انقسامات في البويضة الواحدة، يليه إخصاب لكل بويضة فردانية واندماج اللقاحات في مرحلة مبكرة من النمو.
- يتم تخصيب البويضة بالتناوب عن طريق حيوانين منويين، يتبعها تحرير ثلاثي التصبغ في واحدة أو أكثر من الخلايا الأبناء.
- بويضتين مخصبتين عن طريق حيوانين منويين  بواسطة خيمرية التيتراغاميتيك. إذا اندمجت بيضة ملقحة أنثوية مع لاحقة ذكرية، يمكن أن ينتج أفراد خنثوية.
- يمكن أن يترافق مع طفرة في الجين SRY.[4]

## الأنماط النووية
تشمل الأنماط النووية الموجودة 46XX/46XY أو 46XX/47XXY و XX & XY  مع تحول SRY، وشذوذ الكروموسومات المختلطة أو نقص الهرمونات/ الاضطرابات الزائدة، و 47XXY، ودرجات متنوعة من التزيّق وأخرى مختلفة عن غيرها. الأنماط الثلاثة النووية الرئيسية للخنوثة الحقيقية هي XX مع الحالات الوراثية الشاذة (55-70% من الحالات)، XX/XY (20- 30% من الحالات) و XY (5-15% من الحالات) وما تبقى هي مجموعة متنوعة من الحالات الشاذة الكروموسومية أو التزيّقية (الفسيسائية).

## الانتشار
لا توجد حالات موثقة بين البشر يعمل فيها كلا النوعين من أنسجة الغدد التناسلية، على عكس الاعتقاد الشائع أن المخنثين يمكن أن يخصبوا أنفسهم.
عادة، يكون البشر الذين يولدون حاملين لكلا الغدد التناسلية عقيمين. على كل حال توجد حالات نادرة من الخصوبة لدى البشر المصابين بـ «الخنوثة الحقيقية». هؤلاء الأفراد تكون لديهم إجمالاً أنسجة مبيضية فعالة، ولكن الخصى غير مكتملة النمو تكون غير قادرة على جذب الحيوانات المنوية. بالنتيجة فإن هؤلاء الأفراد خصبون لكنهم لا يتمتعون بالخصوبة التلقائية.
ولكن على الرغم من ذلك هناك سيناريو افتراضي، قد يكون من خلاله من الممكن للإنسان أن يخصب نفسه. وذلك إذا تشكل خيمر الإنسان من اندماج لاقحتين من ذكر وأنثى في مضغة واحدة، منتجةً أنسجة غدد تناسلية فردية فعالة من النوعين، الإخصاب الذاتي بهذا الشكل ممكن الحدوث. في الواقع، من الشائع أن تحصل في الأنواع غير البشرية فمن من الشائع وجود الحيوانات الخنثوية، بما فيها بعض الثدييات. على كل حال، لم يتم توثيق أي حالة كهذه بين البشر حتى الآن.
منذ عام 2010، كان هناك ما لا يقل عن 11 تقريرًا عن حالات خصوبة لبشر لديهم خنوثة حقيقية في الوثائق العلمية، مع حالة واحدة لشخص لديه XY راجح (96%) عند الولادة. التواتر المقدّر للمبيض الخصوي عند الولادة هو حالة من كل 83.000 حالة (0.0012%).

## الاشتقاق
اشتُق هذا المصطلح من اللاتينية: hermaphroditus، من اليونانية القديمة: ἑρμαφρόδιτος، من الرومانية: hermaphroditos، والتي تشتق من Hermaphroditos (Ἑρμαϕρόδιτος)، ابن هيرميس وأفروديت في الأساطير اليونانية. ووفقاً لأوفيد، فقد اتحد مع الحورية سالماسيس لينتجا فرداً يتمتع بالصفات الجسدية لكلا الجنسين، ووفقاً لما ذكره ديودوروس سيكولوس، فقد وُلد بجسد يجمع بين الجنسين. دخلت كلمة hermaphrodite في قاموس اللغة الإنكليزية في نهاية القرن الرابع عشر.

## المجتمع والثقافة
أن يعاني الفرد من خنوثة مبيضية خصوية يمكن أن يجعله مرفوضاً من الخدمة في القوات المسلحة لجيش الولايات المتحدة.

### M.C. v. Aaronson
القضية القانونية الأمريكية لـ M.C. v. Aaronson، التي قدمتها منظمة المجتمع المدني للخنوثة مع مركز قانون الفقر الجنوبي وعُرضت في المحاكم عام 2013. وُلد الطفل الذي في القضية في ديسمبر/كانون الأول في عام 2004 يعاني من مبيض خصوي، صُنف في البداية على أنه ذكر لكن فيما بعد صُنف أنثى ووُضع في العناية في قسم كارولاينا الجنوبي للخدمات الاجتماعية في فبراير/شباط عام 2005. أقرّ الأطباء المسؤولون عن حالة M.C مبدئياً أن العملية الجراحية لم تكن ضرورية أو مستعجلة وكان لدى حالة M.C القابلية ليتم تحديد الجنس إن كان ذكرًا أو أنثى، لكن في أبريل/نيسان من عام 2006، قام الفريق الطبي بتدخلات طبية لتحويله إلى أنثى. تم تبنيه في ديسمبر/ كانون الأول من عام 2006. كان عمره 8 سنوات في الوقت الذي  تمت فيه القضية، حالياً يعرف عن نفسه كذكر. صرح مركز قانون الفقر الجنوبي: «في حالة M.C، لا توجد طريقة لمعرفة إن كان الطفل سيكون صبياً أو فتاةً. بدلاً من ذلك، قرر الأطباء تحويل M.C إلى أنثى وتغيير جسمه ليصبح متناسباً مع كونه فتاة». كتب الدكتور آرونسون، في هيئة الدفاع في القضية في عام 2001: «إن تحويل الأعضاء التناسلية إلى أنثوية لطفلة من الممكن أن تغير تعريفها لنفسها إلى صبي سيكون كارثياً».
سعى المدّعى عليهم إلى رفض القضية والبحث عن طريقة للدفاع عن الحصانة المشروطة، لكن تم رفض ذلك من قبل المحكمة المحلية لمقاطعة جنوب كارولينا. في يناير/كانون الثاني من عام 2015، نقضت محكمة الاستئناف للدائرة الرابعة هذا القرار ورفضت الشكوى، مُصرّحةً: «إن ذلك لا يعني الاستخفاف بالأضرار الجسيمة التي ادّعى M.C. أنه عانى منها. لكنّ مسؤولاً رسمياً في عام 2006 لم يتلقّ التحذيرات الكافية من الموجودين حينها بأن إجراء عملية تحديد جنس لشاب ذوي ستة عشر عاماً ينتهك بشكل واضح حقاً دستورياً واضحاً». لم تفصل المحكمة ما إذا كانت العملية الجراحية انتهكت الحقوق الدستوريّة ل  M.C.
رُفعت دعاوى حكومية. في تموز عام من 2017، أُفيد أنه تمت تسوية القضية خارج المحكمة من قبل الجامعة الطبية لجامعة كارولينا الجنوبية مقابل 440.000 دولار. أنكرت المحكمة الإهمال، لكن وافقت على إجراء تسوية لتجنب تكاليف التقاضي.